# Nordens Folkhögskola Biskops-Arnö

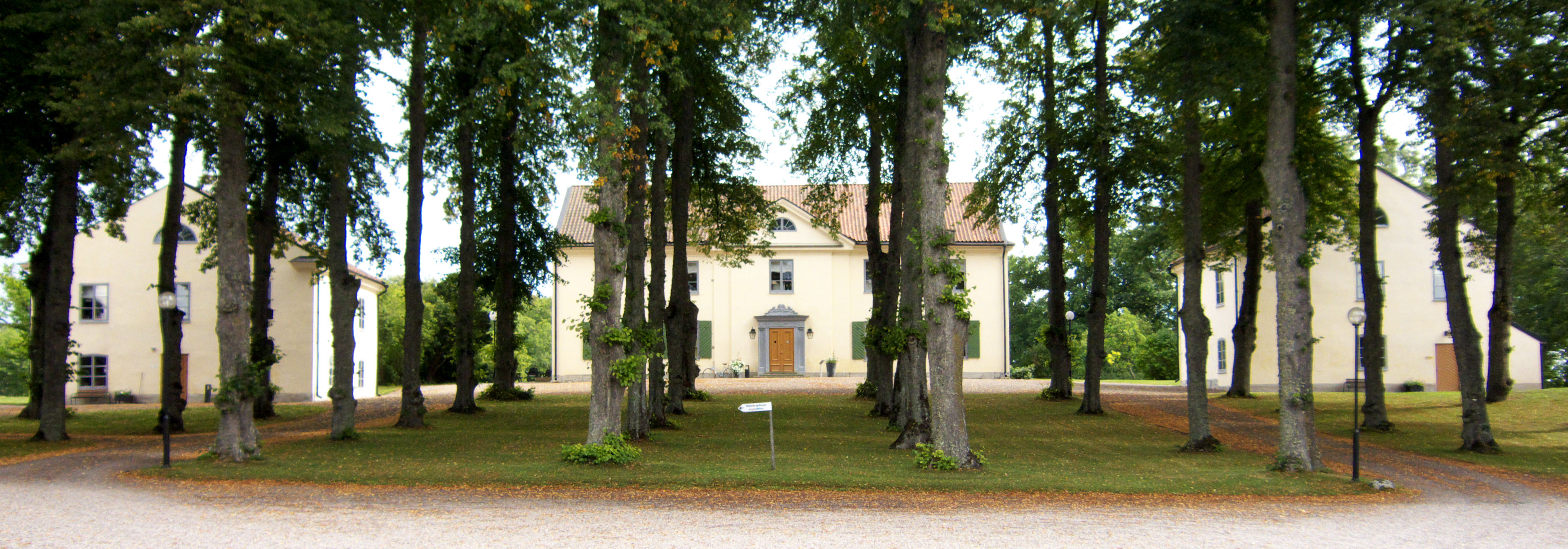
Herrgården

Nordens Folkhögskola Biskops-Arnö är en folkhögskola på Biskops-Arnö i Mälaren. Skolans huvudman är Föreningen Norden. Skolan arrangerar kurser i fotografi, film, skrivande, kultur, historia, bistånd, ekologi och friskvård. 
Föreningen Norden övertog herrgården Biskops-Arnö 1956 efter ett regeringsbeslut som gjort det möjligt för föreningen att bedriva nordiskt bildningsarbete på ön. Stiftelsen För Nordens Institut bildades och 1958 startades en folkhögskola och ett kulturinstitut. Idag utgör dessa Nordens folkhögskola Biskops-Arnö, vilken 2008 hade 234 långkurselever.

## Nordens Fotoskola
Fotoskolan bedriver en yrkeshögskoleutbildning (YH) i bildjournalistik om 600 yrkeshögskolepoäng (3 år). Sista året består av praktik på två olika arbetsplatser.